# Il giardino segreto (film 1993)
Il giardino segreto (The Secret Garden) è un film del 1993, diretto da Agnieszka Holland. Tratto dal libro omonimo dell'autrice inglese Frances Hodgson Burnett del 1910, ne costituisce il terzo adattamento cinematografico (dopo la prima  versione muta del 1919 intitolata The Secret Garden, dopo la seconda del 1949 e prima della quarta del 2020

## Trama
Mary Lennox, bambina di 10 anni, vive in India insieme ai suoi genitori che non si occupano mai di lei, se ne occupa solo la sua cameriera. Dopo la morte dei genitori in seguito a un terremoto, Mary si trasferisce a Misselthwaite Manor, nel cuore della brughiera inglese, dal signor Craven, suo tutore nonché zio, marito della defunta gemella di sua madre. Mrs. Medlock, governante della casa, mostra a Mary la sua camera e le vieta di andare in giro per la casa a curiosare. Dietro alcuni drappi della sua stanza, Mary scopre una porticina nascosta che la conduce in una parte abbandonata della casa, dove trova la camera della defunta zia nella quale rinviene una particolare chiave.
Mary si lega a Martha, una giovane domestica che le insegna a essere più autonoma. Un giorno, mentre Mary passeggia per i vasti giardini della casa, insegue un pettirosso che la conduce alle mura di un giardino segreto la cui porta, coperta di edera, è chiusa a chiave. Mary realizza che la chiave trovata nella camera della zia potrebbe aprire la porta del giardino, così va a prenderla e finalmente entra nel giardino segreto che, dalla morte della zia, è rimasto incolto. Il giorno dopo Mary incontra Dickon, il fratello dodicenne di Martha, che lavora come giardiniere e al quale mostra la sua scoperta e gli chiede consigli su come far tornare in vita il giardino, chiedendogli di mantenere il segreto.
Intanto, durante le giornate, Mary continua a sentire pianti e lamenti nella casa, ma quando chiede spiegazioni alla domestica o alla governante, nessuno le dice la verità. Una notte, presa dalla curiosità, Mary esce dalla propria stanza e, seguendo le urla, arriva in una camera dove c'è un bambino che piange. I due fanno conoscenza e realizzano di essere cugini. Il piccolo Colin, che ha la stessa età di Mary, è costretto a rimanere a letto perché creduto afflitto da una grave malattia e in punto di morte. Inoltre Colin racconta alla cugina che lui non ha mai instaurato un rapporto con il padre poiché, per non soffrire più dopo la morte della moglie, ha preferito viaggiare piuttosto che conoscere il figlio che considerava quasi morto.
Mary cerca di far capire al cugino che non è affatto malato e gli propone di fargli vedere il giardino segreto della madre. Colin comunica alla governante la sua volontà di uscire, anche se lei è contrariata perché convinta che il bambino debba restare a letto.
Da qui i due bambini cominciano piano piano a diventare inseparabili, trascorrono lunghe giornate al giardino segreto, ormai rifiorito grazie alle cure di Mary e Dickon, e lo stesso Colin impara a camminare. Al ritorno improvviso dello zio, che scopre che Colin non è più nella sua camera, la governante gli confessa tutto quello che è accaduto a Colin e chiede di punire Mary per aver messo in pericolo la salute del bambino. Il signor Craven scopre i bambini che giocano nel giardino segreto e si commuove quando vede che il figlio sta bene. Colin è contento di rivedere il padre e gli mostra il giardino. Mary scappa via piangendo, impaurita dal fatto che lo zio possa chiudere di nuovo il giardino. Il signor Craven invece la ringrazia per avergli ridato vita e le promette che resterà sempre aperto.

## Riconoscimenti
- 1994 - Premio BAFTA
  - Nomination Miglior attrice non protagonista a Maggie Smith
- 1993 - Evening Standard British Film Awards
  - Miglior realizzazione tecnica o artistica a Stuart Craig
- 1994 - London Critics Circle Film Awards
  - Special Archievement Award a Kate Maberly
- 1994 - Los Angeles Film Critics Association Award
  - Miglior colonna sonora a Zbigniew Preisner
- 1994 - Young Artist Awards
  - Nomination Miglior film drammatico per la famiglia
  - Nomination Miglior attrice giovane in un film drammatico a Kate Maberly
  - Nomination Miglior attore giovane in un film drammatico a Heydon Prowse
  - Nomination Miglior attore giovane in un film drammatico a Andrew Knott
- 1994 - Political Film Society
  - Nomination Premio della democrazia

## Romanzo/Film
- Nel film i genitori di Mary muoiono a seguito di un terremoto mentre nell'omonimo romanzo la loro morte è causata da un'epidemia di colera.
- Nel libro, la moglie di Archibald Craven è la sorella del padre di Mary. Nel film invece la moglie di Lord Craven è la sorella gemella della madre di Mary.
- Nel libro, la madre di Martha e Dickon, Susan Sowerby, scrive ad Archibald e gli chiede di tornare a casa da Mary e Colin. Nel film, i bambini, con l'aiuto anche di Dickon, fanno un rituale magico e Lord Craven sogna sua moglie che gli rivela di trovarsi nel giardino segreto con Colin.
- Nel film vi è un'evidente attrazione da parte di Dickon e Colin verso Mary. Questi sentimenti nel libro non vengono descritti.
- Nel film, l'armadio di Mary è nero; nel libro invece viene descritto tutto colorato in quanto la sig.ra Medlock disprezzava il nero.
- Nel film Mary trova la chiave appena arrivata a Misselthwaite nella stanza della madre di Colin, mentre nel libro la sua posizione le viene indicata dal pettirosso (era seppellita sotto terra).
- Nel libro la madre di Colin muore cadendo da un ramo del suo albero preferito, mentre nel film cade dall'altalena (quindi nel libro non è descritta la scena di quando Mary e Colin guardano insieme le foto dei genitori del ragazzo).